# Caracci (famiglia)
Caracci, antica nobile famiglia originaria di Nardò, che si trapiantò nel mantovano ai tempi delle lotte tra Angioini e Aragonesi nel XV secolo.
La famiglia espresse numerosi giureconsulti e avvocati.

## Esponenti illustri
- Cesare Caracci (XVI secolo), possidente in Guastalla su privilegio dei Gonzaga[2]
- Persio Caracci (1594-1675), vescovo di Larino[2]
- Persio II Caracci (XVII secolo), conte nel 1678 e governatore di Guastalla[2]
- Francesco Caracci (XVIII secolo), giureconsulto[2]
- Filippo Caracci (XVIII secolo), militare col gradi di maggiore, fu comandante della fortezza di Sestola[2]
- Carlo Caracci (1849-1905), avvocato e politico
- Dario Caracci (XIX secolo), avvocato e presidente di tribunale.

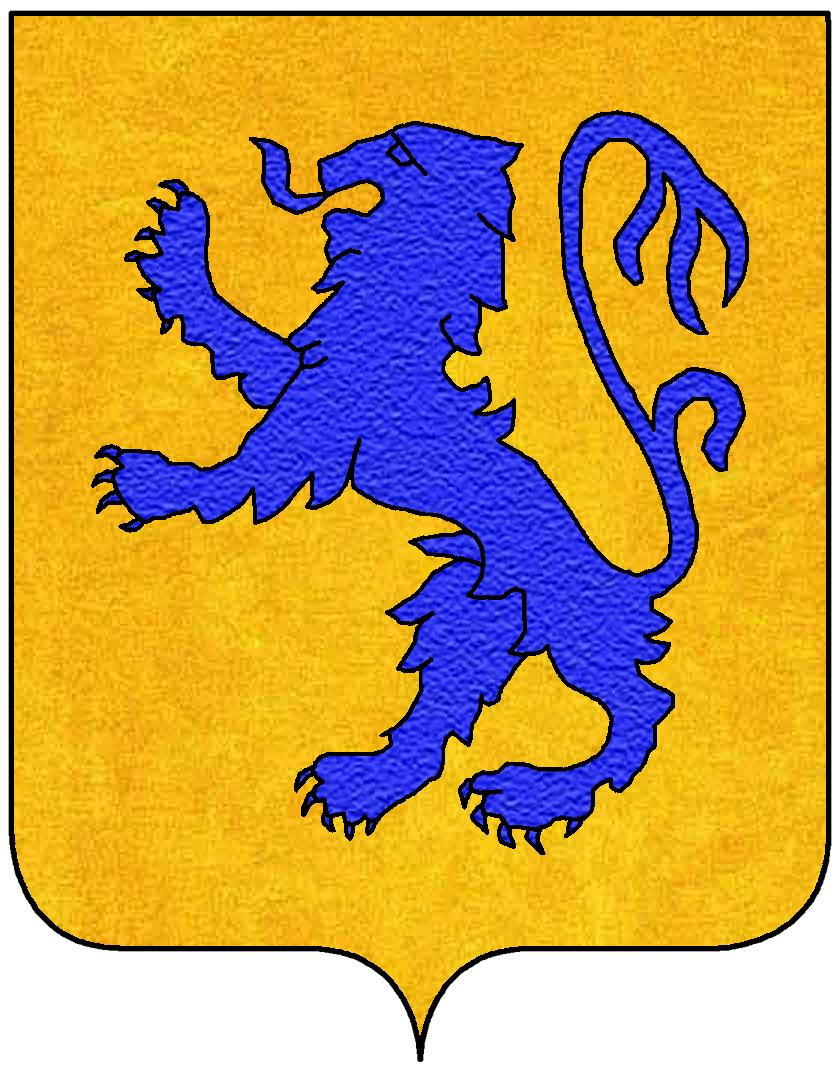
Stemma Caracci di Mantova.

È nota un'altra famiglia Caracci di Mantova originaria di Pavia, il cui esponente più famoso fu Paolo Caracci, medico di Guglielmo e di Vincenzo I Gonzaga. Blasone: D'oro, al leone d'azzurro.